# گراندیسبرگ
گراندیسبرگ (به انگلیسی: Grundisburgh) یک روستا و محله مدنی در بریتانیا است که در Suffolk Coastal واقع شده‌است. گراندیسبرگ ۱٬۵۸۴ نفر جمعیت دارد.